# 光被中学旧址
光被中学旧址，位于山东省淄博市周村区大街街道。是中华人民共和国山东省省级文物保护单位之一。
2013年，列入第四批山东省文物保护单位，该文物保护单位是一座近现代重要史迹及代表性建筑。